# Eleições parlamentares iugoslavas de 1969
As eleições parlamentares foram realizadas na Iugoslávia em 1969.  O Conselho Sócio-Político foi eleito em 13 de abril, os três Conselhos das Comunidades Trabalhadoras foram eleitos em 23 de abril e o Conselho das Nacionalidades foi eleito em 6, 7, 8 e 9 de maio. 

## Antecedentes
As eleições foram realizadas após as emendas à constituição de 1963 feitas em dezembro de 1968. 

## Sistema eleitoral
A Assembleia Federal era composta por cinco câmaras:
- o Conselho Sócio-Político, cujos 120 membros foram eleitos diretamente em círculos eleitorais uninominais. Os candidatos precisavam de pluralidade de votos quando se opunham. Quando não havia oposição, eles exigiam os votos de pelo menos 50% dos eleitores registrados. Caso isso não fosse alcançado, uma segunda rodada era realizada. [4][5]
- o Conselho das Nacionalidades, que tinha 140 membros eleitos pelas Assembleias Provinciais. As Assembleias da Bósnia e Herzegovina, Croácia, Macedônia, Montenegro, Sérvia e Eslovênia elegeram vinte membros cada, enquanto as Assembleias do Kosovo e da Voivodina elegeram dez cada.
- os três Conselhos de Comunidades Trabalhadoras, cada um dos quais tinha 120 membros eleitos por delegados das suas indústrias. [4][5]
  - o Conselho Económico, cujos membros eram eleitos por aqueles que directa ou indirectamente trabalhavam no "artesanato, agricultura, banca, comércio, hotelaria, indústria, imprensa e publicação, serviços comunitários, transportes e investigação científica associados a estes domínios. [4][5]
  - o Conselho Educacional e Cultural, cujos membros eram eleitos por aqueles que trabalhavam direta ou indiretamente nas artes, na educação, na ciência ou no desporto. [4][5]
  - o Conselho de Assuntos Sociais e Saúde, cujos membros foram eleitos por aqueles que direta ou indiretamente trabalhavam na segurança social, na investigação médica, na ciência médica ou nos serviços sociais. [4][5]

## Resultados

### Conselho Sócio-Político
| Candidatos                         | Votos      | %      | Assentos |
| ---------------------------------- | ---------- | ------ | -------- |
| 176 candidatos                     | 11,173,725 | 100.00 | 120      |
| Total                              | 11,173,725 | 100.00 | 354      |
|                                    |            |        |          |
| Votos válidos                      | 11,173,725 | 88.57  |          |
| Votos inválidos/em branco          | 77,397     | 0.69   |          |
| Total                              | 11,251,122 | 100.00 |          |
| Eleitores registrados/participação | 12,790,517 | 87.96  |          |
| Fonte: IPU                         |            |        |          |

### Conselhos de Comunidades Trabalhadoras
| Conselho                             | Assentos | Candidatos | Eleito no primeiro turno |
| ------------------------------------ | -------- | ---------- | ------------------------ |
| Conselho Econômico                   | 120      | 184        | 117                      |
| Conselho Educacional e Cultural      | 120      | 225        | 116                      |
| Conselho de Assuntos Sociais e Saúde | 120      | 206        | 117                      |
| Fonte: IPU                           |          |            |                          |